# Centralhotellet, Söderhamn

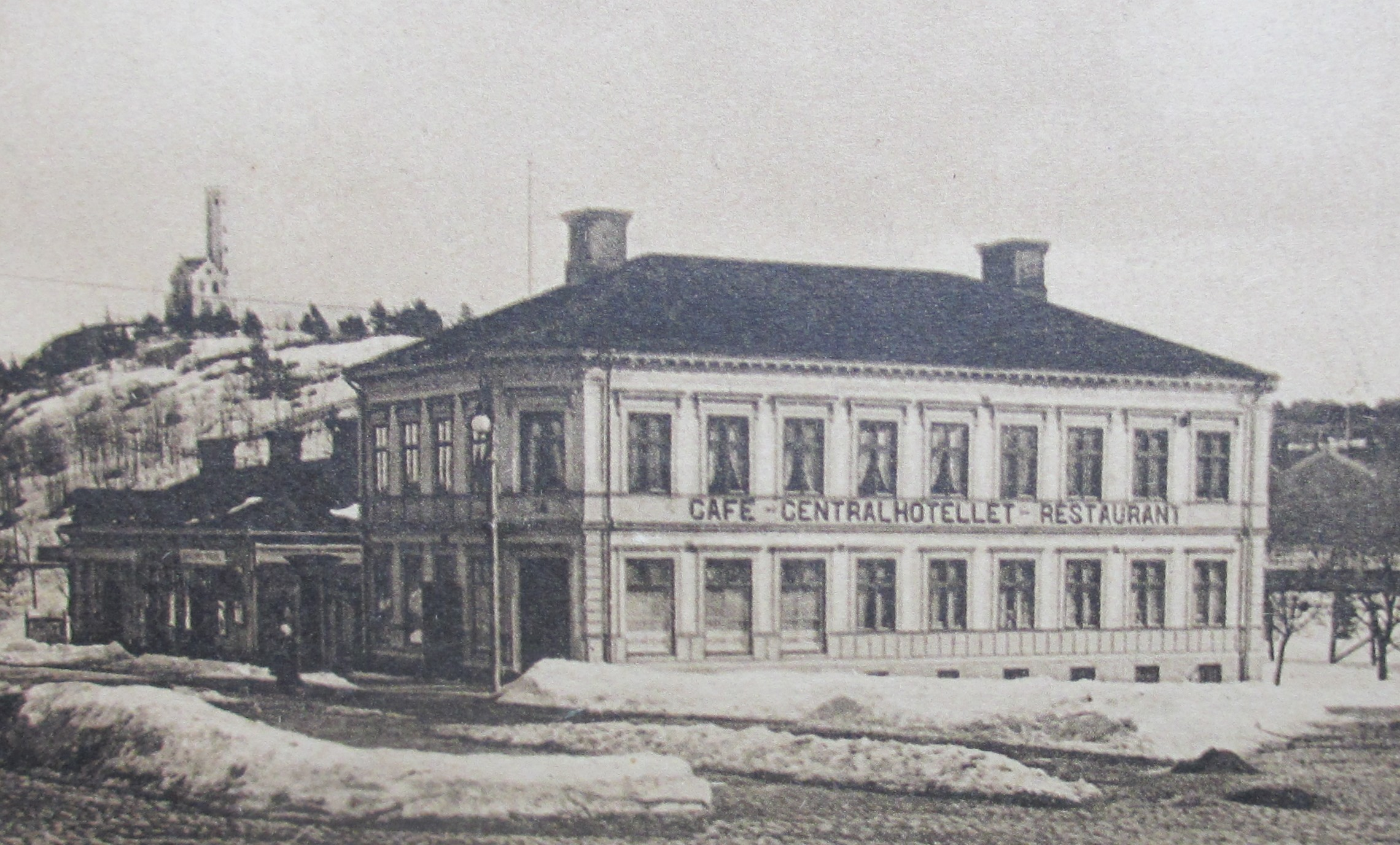
Centralhotellets nedbrunna del.

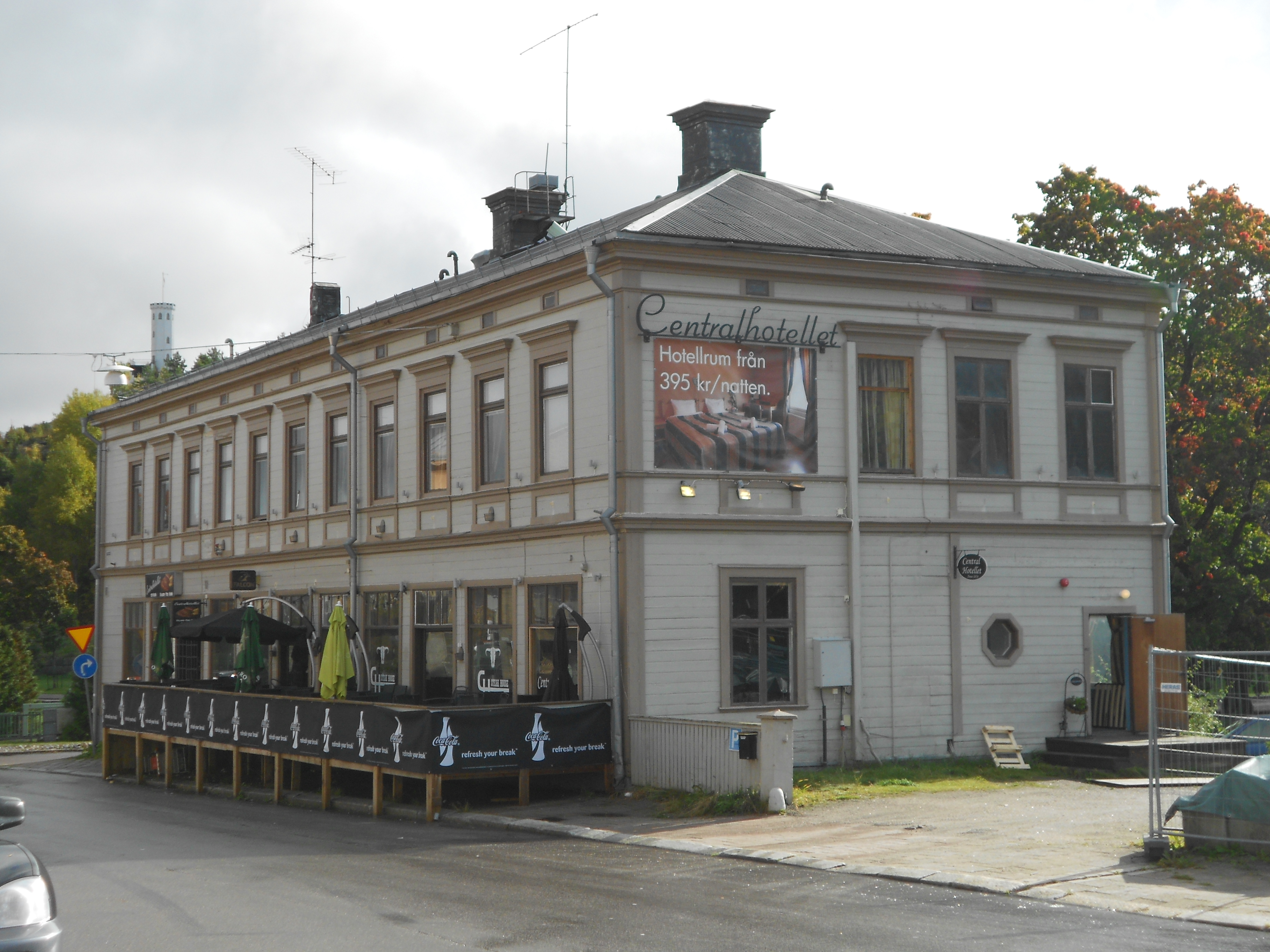
Den återstående delen av Centralhotellet.

Centralhotellet är ett hotell vid Oxtorgsgatan i Söderhamn. Den nuvarande byggnaden utgjorde tidigare ett annex till huvudbyggnaden, vilken hade sin huvudfasad mot Kyrkogatan.
Fastigheten Ekorren 1 bebyggdes 1878 med två byggnader åt grosshandlare P. Hedberg efter ritningar av J.A. Erdman. Byggnaden mot Rådhustorget erhöll putsade fasader och kom att inrymma hotell- och restaurangverksamhet. Denna byggnad totalförstördes i en brand i februari 2007. Den nedbrunna huvudbyggnaden var en viktig del av det byggnadsminnesklassade Rådhustorget. 
Den återstående delen av Centralhotellet är en träpanelad byggnad vid Oxtorgsgatan som på 1910-talet inrymde ett boktryckeri. Den byggnaden hade ursprungligen endast en våning, men i början av 1900-talet tillkom ytterligare en våning.